# Room on Fire
Room on Fire é o segundo álbum de estúdio da banda de rock norte-americana The Strokes, lançado em outubro de 2003.
O disco apresenta uma influência mais oitentista do que seu antecessor. Estreou na 4ª posição nas paradas, chegando a disco de platina, e teve 3 músicas muito tocadas e que viraram videoclipes: "12:51", "Reptilia" e "The End Has No End".

## Faixas
| N.º            | Título                    | Compositor(es)                        | Duração |  |
| 1.             | "What Ever Happened?"     | Julian Casablancas                    | 2:54    |  |
| 2.             | "Reptilia"                | Julian Casablancas                    | 3:41    |  |
| 3.             | "Automatic Stop"          | Julian Casablancas, Albert Hammond Jr | 3:26    |  |
| 4.             | "12:51"                   | Julian Casablancas                    | 2:33    |  |
| 5.             | "You Talk Way Too Much"   | Julian Casablancas                    | 3:04    |  |
| 6.             | "Between Love & Hate"     | Julian Casablancas                    | 3:15    |  |
| 7.             | "Meet Me in the Bathroom" | Julian Casablancas                    | 2:57    |  |
| 8.             | "Under Control"           | Julian Casablancas                    | 3:06    |  |
| 9.             | "The Way It Is"           | Julian Casablancas                    | 2:22    |  |
| 10.            | "The End Has No End"      | Julian Casablancas                    | 3:07    |  |
| 11.            | "I Can't Win"             | Julian Casablancas                    | 2:34    |  |
| Duração total: | Duração total:            | Duração total:                        | 34:59   |  |

| Críticas profissionais                                                      | Críticas profissionais |
| Avaliações da crítica                                                       | Avaliações da crítica  |
| Fonte                                                                       | Avaliação              |
| --------------------------------------------------------------------------- | ---------------------- |
| allmusic                                                                    | [ 4 ]                  |
| Q                                                                           | [ 5 ]                  |
| Esta tabela precisa de ser acompanhada por texto em prosa. Consulte o guia. |                        |

## Paradas musicais
| Paradas                        | Melhor posição |
| ------------------------------ | -------------- |
| Austrália (ARIA Charts)        | 6              |
| Estados Unidos (Billboard 200) | 4              |
| Alemanha (Media Control)       | 6              |
| Irlanda (Irish Albums Chart)   | 2              |
| Nova Zelândia (RIANZ)          | 6              |
| Noruega (VG-lista)             | 3              |
| Suécia (Sverigetopplistan)     | 6              |
| Reino Unido (UK Albums Chart)  | 2              |

## Integrantes
- Julian Casablancas – voz
- Albert Hammond, Jr. – guitarra solo/base
- Nick Valensi – guitarra base/solo
- Nikolai Fraiture – baixo
- Fabrizio Moretti – bateria